# Woodland (Utah)
Woodland é uma Região censo-designada localizada no estado norte-americano de Utah, no Condado de Summit.

## Demografia
Segundo o censo norte-americano de 2000, a sua população era de 335 habitantes.

## Geografia
De acordo com o United States Census Bureau tem uma área de
6,0 km², dos quais 6,0 km² cobertos por terra e 0,0 km² cobertos por água. Woodland localiza-se a aproximadamente 2090 m acima do nível do mar.

## Localidades na vizinhança
O diagrama seguinte representa as localidades num raio de 16 km ao redor de Woodland.